# Phénoménologie de la vie religieuse
Pour les articles homonymes, voir Phénoménologie de la vie.
Pour des articles plus généraux, voir Martin Heidegger et La philosophie de Martin Heidegger.
La Phénoménologie de la vie religieuse (Phänomenologie des religiösen Lebens), titre choisi par Martin Heidegger lui-même, correspond au volume 60 de la Gesamtausgabe, l'édition intégrale des œuvres du philosophe. Cet ouvrage regroupe trois séries de textes de la première période d'enseignement du philosophe, couvrant les années 1918-1919 à 1920-1921. Dans l'ordre d'exposition : tout d'abord, un cours intitulé « Introduction à la phénoménologie de la religion » professé durant le semestre d'hiver 1920-1921 à Fribourg et centré sur les « Épîtres de Saint Paul » ; puis le cours sur « Augustin et le néoplatonisme » professé au semestre d'été 1921 ; enfin la charpente d'un cours sur « les Fondements de la mystique médiévale », élaborations et esquisses en vue d'un cours annoncé pour le semestre d'hiver 1919-1920, mais qui ne fut pas donné. Étienne Pinat  dans son compte rendu chez Actu Philosphia souligne le double intérêt de cette étude sur la genèse d'Être et Temps et le rapport de l'auteur au christianisme.

## Vue d'ensemble et contexte
Ces cours, composés notamment de commentaires des Épîtres de Paul, (Épître aux Galates, Épîtres aux Thessaloniciens), ainsi que d'un commentaire sur Augustin (Confessions, livre X), constituent une véritable phénoménologie du premier christianisme, nettement imprégnée par la vision du grand réformateur « Luther » et sa « théologie de la croix ». Cette dernière, désignant une théologie qui au lieu de mettre en avant la puissance divine insiste sur la souffrance et la faiblesse, va constituer la base de la critique luthérienne de la Scolastique, qui elle-même va soutenir la critique que Heidegger adresse à Aristote et ainsi permettre la découverte d'un Aristote inconnu.
Selon Annie Larivée et Alexandra Leduc, c'est dans le désir de Heidegger d'approcher au plus près le phénomène de la vie dans sa vivacité, qu'il faut chercher les raisons de ses recherches consacrées à la phénoménologie de la vie religieuse ,. Pour Hans-Georg Gadamer, par contre, c'est la critique de la théologie officielle de l'Église qui le contraint à se demander, en le poussant en avant, « comment une interprétation adéquate de la foi chrétienne était possible ». Jean Greisch rappelle la méfiance d'Heidegger vis-à-vis « de la métaphysique aristotélicienne que son attitude naturaliste et théorique semblait condamner à une sorte de cécité phénoménologique devant les vécus de la conscience religieuse, cécité qui trouve son expression dans la scolastique médiévale ».
Heidegger entre en conflit avec les néo-kantiens (Windelband — Rickert — Troeltsch) sur la possibilité de construire une philosophie de la religion. « Il rejette l'idée de système, car une approche trop systématique échoue, selon lui, à saisir la dimension religieuse dans sa vitalité propre [...] L'irrationnel de la religion n'est jamais considéré dans son « originarité » et sa constitution propre ». Pour faire barrage à toutes les tentatives de théorisation des phénomènes religieux Heidegger prend appui sur ce qu'il appelle « l'expérience de la  « vie facticielle » » , qui le conduit  à remplacer respectivement les concepts néo-kantiens d'«objet» et de «valeur» par les concepts de monde (Welt) et de significativité, en allemand (Bedeutsamkeit). « Dans ce cours, il entreprend de déterminer phénoménologiquement les concepts fondamentaux autour desquels s'articule la vie religieuse, d'abord chez les premiers chrétiens sur la base des épîtres de saint Paul ».
Jean Greisch résume ainsi l'esprit de cette recherche : « l'autonomie du vécu religieux et de son monde doit être envisagée comme une intentionnalité absolument originaire ». Heidegger parle à ce propos d'un phénomène d' « objectité religieuse » qui lui serait particulière.
Invité par Husserl à explorer de manière philosophique le domaine religieux, Heidegger va découvrir dans la religiosité chrétienne une forme de vécu exceptionnellement centrée sur le « monde du Soi », portant à l'exacerbation la dimension temporelle et événementielle de la vie humaine, notamment chez Saint Augustin. Le christianisme dans sa forme primitive va ainsi être pris à témoin contre toutes les visions du monde « rassurantes » d'inspiration religieuse ou philosophique. Dans la figure historique du proto-christianisme écrit Sophie-Jan Arrien reprenant une phrase de Heidegger, « le phénomène d'aiguisement, d'accentuation effective du monde du soi nous saute littéralement aux yeux (GA,58,60) ». À noter que lorsque Heidegger, répondant à l'invite de Husserl, donne ces cours regroupés dans la phénoménologie de la vie religieuse, qui aurait dû s'appeler phénoménologie de la religion (avertissement du traducteur), il est déjà en possession d'un large « corpus » d'études sur la phénoménologie de la vie et sa mutation en « herméneutique » de la vie facticielle.

## Questions méthodologiques

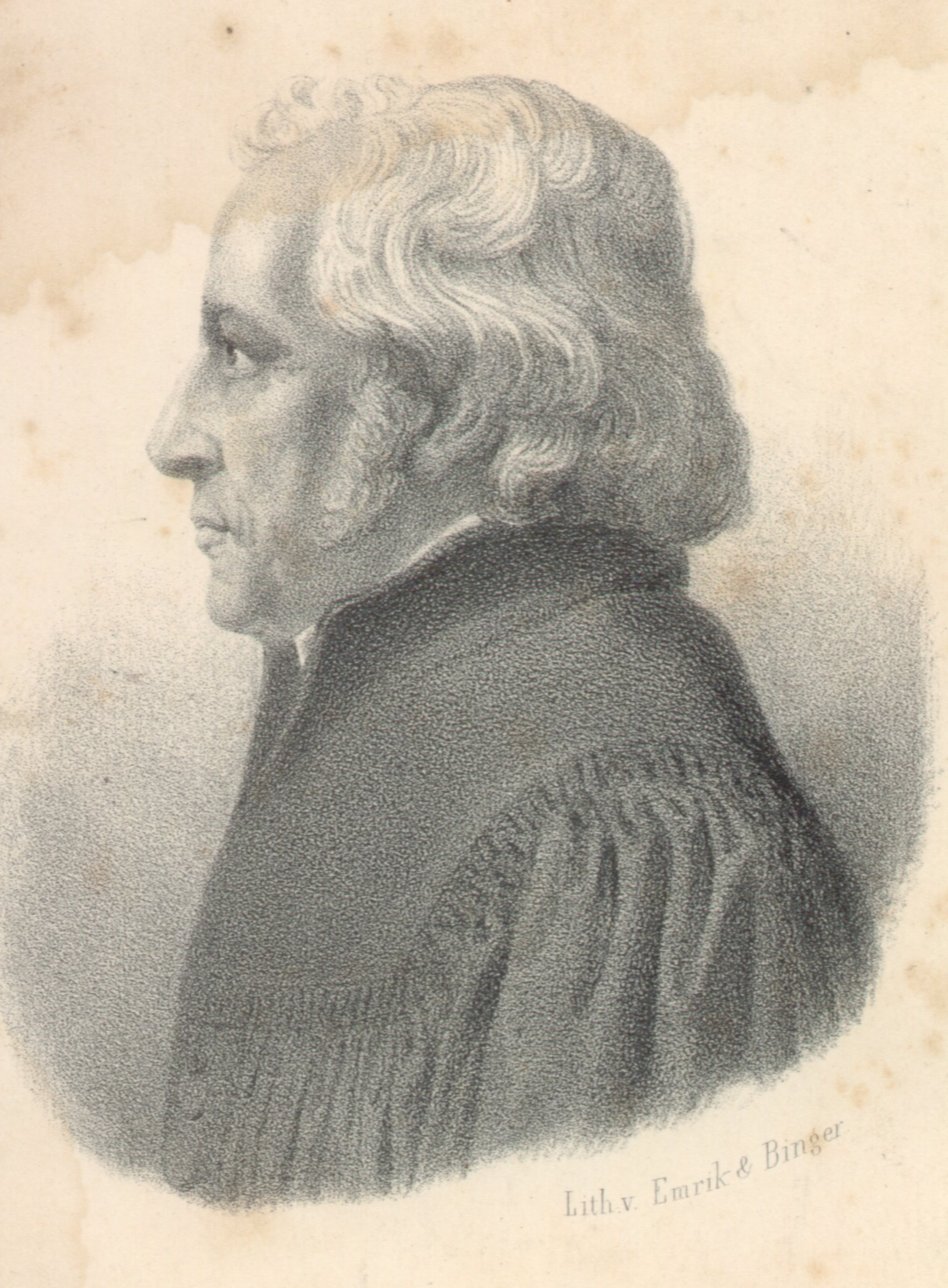
Friedrich Schleiermacher

Dans le premier cours de (1920-1921) intitulé Introduction à la phénoménologie de la religion, Einleitung in die Phänomenologie der Religion (1920-1921) Heidegger consacre les soixante premières pages à des considérations d'ordre méthodologiques sur la philosophie en général pour aborder progressivement les questions spécifiques que soulèvent une philosophie de la religion et la  phénoménologie de la « vie facticielle » qui selon lui, s'y rattache.

### La formation des concepts philosophiques
En rupture avec son maître Husserl, Heidegger considère que les concepts philosophiques en général diffèrent « du tout au tout » des concepts scientifiques. Même si la philosophie obéit à un comportement rationnel, la méthode scientifique ne doit pas être introduite en philosophie, car entre les deux domaines il existe une différence de principe (p. 13-14). « La philosophie est auto-compréhension, elle se comprend elle-même et explicite son projet ». Les questions philosophiques jaillissent au sein même de la vie dont la caractéristique principale est d'être a priori  « polysémique » et insaisissable (biologie, psychologie, vie bonne, vie éternelle, vie théorique etc .). Hans-Georg Gadamer rapporte que Heidegger, dans ses premières leçons de Fribourg, parle de la Diesigkeit (la nébulosité) de la vie en lieu et place du principe de la perception claire et distincte de l’ego cogito.
S'agissant plus précisément de la philosophie de la religion se Heidegger demande si, telle qu'elle est comprise de son temps, « elle émane du sens de la religion ou si au contraire , la religion n'est pas aussitôt saisie de manière objective et enfermée dans la camisole de force des disciplines philosophiques ». Pour lui, les disciplines correspondantes, psychologie, histoire et métaphysique de la religion ne découlent pas du phénomène religieux, mais le traitent comme un objet  écrit Philippe Capelle-Dumont

### La question de l'historicité
L'historique est le phénomène émergent de cette période des années 1920. Tant la philosophie que la religion sont des phénomènes « historiques ». Historique est à prendre ici au sens de devenir, émerger, se dérouler dans le temps (p. 42). En ce sens, par ses premiers travaux Heidegger avait acquis la conviction que « la vie dans son devenir était histoire ». Cette « historicité » se manifeste à travers un très riche éventail de phénomènes qu'il s'agisse des formes ou des contenus des vécus. Le terme « historial » va permettre de signifier, dans ses recherches, la manière d'être de l'être humain en tant qu'il hérite d'un passé qu'il a à assumer et dont il peut tirer de nouvelles possibilités d'être. C'est l'association des notions de « facticité » et d'« historicité » qui autorise Heidegger à dégager le noyau central de toute « vie facticielle », à savoir : la « Souciance » qui serait constitutive de l'être du  Dasein.
S'agissant de l'histoire générale, Heidegger s'élève contre « l'apologétique chrétienne qui conçoit l'histoire du monde comme un processus foncièrement continu et homogène dont le premier aboutissement serait  la naissance du Christ [...] Tout ce qu'il y a de vrai se trouverait déjà, comme amorce de vérité, chez les philosophes païens alors que les aspects erronés c'est-à-dire tous les éléments incompatibles avec la doctrine chrétienne sont mis sur le compte des limites de la raison humaine » . L'apparition du Dieu-homme confirmerait la connaissance philosophique des premiers penseurs grecs à propos du règne du Logos. Heidegger penche pour une histoire comportant des ruptures, comme l'indique la notion fondamentale dans l'œuvre du philosophe d'« époque de l'être » note Martina Roesner.
Pour ce qui concerne l'existence vivante, Jean Greisch rappelle, que « pour Heidegger , loin d'être un aspect secondaire, l'« historicité » est un des éléments de sens les plus significatifs du vécu religieux ». C'est en cherchant à se défendre de ce qu'il appelle la déformation du message chrétien par la philosophie grecque qui fondait la néo-scolastique du XXe siècle que Heidegger prit conscience de la place de la temporalité et de l'historicité dans l'expérience religieuse concrète des premiers chrétiens.
L'interprète cite entre autres le rapport au temps (un temps affranchi de toute conception linéaire, avec par exemple, le silence, l'adoration) , le mode de constitution de l'« objectité » religieuse (« Dieu se constitue-t-il dans la prière? Ou bien est-il déjà de quelque manière prédonné dans la foi? » (p. 350), l'attitude du croyant avec tous ces aspects affectifs, les formes de « remplissement » à travers la prière, la révélation, la tradition, la vocation, etc.Jean Greisch fait appel à l'expression de « sujet convoqué » qu'utilise aussi Paul Ricœur expression, qui exprime au mieux selon lui, le rôle de la temporalité.

### La phénoménologie de la vie
S'agissant de l'expérience de la vie, Heidegger remarque que ce mot possède un double sens, qu'il s'agit à la fois de l'« activité » (de la vie ressentie) consistant à expérimenter quelque chose et de la chose qui est expérimenté grâce à elle. « Expérimenter ne veut pas dire prendre connaissance mais se confronter au fait que des figures de ce qui est expérimenté s'imposent à nous » (p. 19). Heidegger désigne par « Monde » ce qui est vécu , ce qui est expérimenté comme monde de la vie et non comme objet. Schématiquement le philosophe distingue un monde ambiant (le milieu dans lequel je vis), un monde commun (avec les autres sous des références particulières, les étudiants, les collègues de travail) et un monde du Soi, ou monde propre, sans que cette « triplicité » purement formelle, soit étagée ou hiérarchisée alors qu'elle est vécue simultanément (p. 21).
Le point important c'est que « la compréhension que la vie a d’elle-même est toujours foncièrement « historique », c’est cela qu’entend montrer Heidegger, et il faut l’assumer en faisant de la phénoménologie elle-même une discipline « historique » » résume Étienne Pinat .
Pour Heidegger, une philosophie qui veut saisir la vie dans sa mobilité depuis sa source doit se concentrer sur le « monde du soi », en allemand le selbswelt), à travers lequel la vie s'expose dans son caractère concret telle qu'elle se présente « à chaque fois ».
Ce qui va dominer la vie du Dasein, c'est le phénomène du « Souci » que  Heidegger puise à même l'expérience chrétienne particulièrement chez Saint Augustin. La vie qui ne supporte aucune définition a priori ne trouve son sens ultime que dans son accomplissement ce que Heidegger appelle l'expérience de la « vie facticielle ».
D'où découlent les quatre impératifs qui suivent :
Comprendre la vie à partir d'elle-même. Comme le note Sophie-Jan Arrien dans sa contribution intitulée Vie et Histoire (Heidegger 1919-1923) : « Pour Heidegger le vécu « originaire » de la vie n'est pas un vécu de conscience du soi et du monde ; il est, d'abord et avant tout, un vécu historique ou plus précisément s'accomplit selon un vécu historique ». En relation avec ce phénomène « originaire » et unitaire de la vie dans sa mobilité, c'est-à-dire en relation avec le Souci pour son être, souci qui va devenir ultérieurement le fondement de la constitution d'être du Dasein dans Être et Temps, ce qui ressort comme phénomène dominant de l'« herméneutique » de la vie c'est « l'Inquiétude ». La vie comme ce qui se déroule dans le temps est soucieuse, « inquiète » alors que tous ses efforts visent très normalement à essayer de se sécuriser au risque de perdre son caractère d'être propre qui est justement cette « inquiètude » fondamentale que Heidegger a appris de l'expérience chrétienne.
Parer les tendances à la sécurisation. La première sécurisation consiste à attribuer un sens à l'Histoire en général et un destin à l'homme en particulier ; si je reconnais un sens au temporel celui-ci perd pour moi son caractère inquiétant. Il en est ainsi de tous les humanismes qui se sont succédé et que Heidegger rejette en bloc . La deuxième possibilité consiste à noyer les destins individuels y compris le mien dans de grands courants collectifs à la manière de Oswald Spengler avec Le Déclin de l'Occident dans lesquels l'individu doit s'insérer ; ou à la manière marxiste. Chez Spengler l'apparent pessimisme apaise l'inquiétude et possède en retour un effet libérateur.La troisième est intermédiaire, l'homme moderne de la quotidienneté trouve occasionnellement dans l'exaltation des œuvres d'art l'occasion de parer à l'étrangeté du monde et l'angoisse qui en résulte. « Ainsi la vie tend à se sécuriser elle-même, soit contre l'histoire (première voie), soit avec l'histoire (deuxième voie ), soit à partir de l'histoire (troisième voie) » (p. 60). Ces trois comportements qui prétendent posséder un savoir phénoménologique sur la vie sont rejetés par Heidegger en tant que fuite devant la réalité.
Lutter contre le processus de mythologisation. C'est paradoxalement de la pression grecque à la rationalisation de la pensée qu'est venue le développement d'une puissante mythologie chrétienne dans sa théologie complexe, faible jusque-là. Alors que le Dieu d'Israël parlait du fond des ténèbres et restait inconnu, les Pères grecs ont porté très haut le souci d'une figure intelligible, comme en témoigne l'histoire mouvementée de la Christologie. On remarquera que les évangélistes et Paul ont, au demeurant, fait un usage parcimonieux de concepts mythiques tels que messie théocratique, « Fils de l'Homme ». Le théologien protestant Rudolf Bultmann a accompagné Heidegger dans ses recherches sur l'historicité de la vie chrétienne ce qui lui a permis de lancer un profond mouvement de démythologisation des évangiles note André Malet.
Répondre à la question qui importe. Qu'est-ce donc qui est inquiété ? D'où vient ce sentiment d'inquiétude ? Telles sont les deux questions que se pose Heidegger (p. 59). L'« être-là » humain, pour ce qui le concerne, et en tant que directement concerné, n'est pas pris en compte dans les tentatives de sécurisation précédentes, il est d'emblée traité comme un objet et inséré comme un objet, or l'être-là personnel et actuel n'exige pas seulement un sens général mais il lui faut de plus, un sens concret personnel et individuel. Chaque homme est ou se veut, à chaque fois, une création nouvelle, il a un rapport direct et personnel à l'histoire qu'il s'agit de dégager à travers la notion d'« historicité » de l'« être-là » humain. L'historique va prendre un tout nouveau sens, celui d'événement. C'est l'explicitation de l’« être-là » facticiel qui conduit à ce tout nouveau rapport à l'histoire qui n'est plus un flux dans lequel baigne l'homme mais ce par quoi un sens concret va être constitué. Par facticiel, il faut entendre « être-là » en tant qu'il est « à chaque fois » maintenant, dans l'aujourd'hui et tel qu'il se comporte dans sa préoccupation. Heidegger s'interroge, dans l'expérience facticielle, « qu'est-ce que c'est originellement que la temporalité ? Que veulent dire passé, présent, avenir ? ».(p. 75).

### Le vécu religieux
Heidegger va trouver dans la première vie chrétienne la possibilité d'une exploration d'une situation facticielle singulière et faire de celle-ci un élément paradigmatique pour la « vie facticielle » en général. Sophie-Jan Arrien écrit « fondée sur l'expérience de la religiosité telle qu'elle s'exprime dans les épîtres de Paul, l'analyse heideggerienne tend à utiliser de façon « paradigmatique », c'est-à-dire en vue d'une détermination fondamentale « originaire » de tout « être-là » concret, les tendances et les motivations qui animent la facticité chrétienne primitive ». La situation propre au primo-chrétien va  servir de révélateur des concepts « herméneutiques » de la phénoménologie de la vie et aider à dynamiter le système traditionnel des catégories,. Non seulement sa vie est dominée par l'indétermination et l'inquiétude mais aussi le sens d'être qui y est à « chaque fois découvert se trouve constamment remis en jeu ».
C'est à l'influence de Schleiermacher, auquel il s'était intéressé dès 1917, qui prônait le retour à l'expérience vécue qu'il doit le privilège accordé à la vie religieuse. « Loin d'être réduite à un fait de croyance, la religiosité chrétienne doit d'abord être pensée, nous dit Heidegger, comme une forme de vécu déterminée, une intentionnalité absolument originaire » écrit Servanne Jollivet,. Le cours souligne la différence entre les constructions théologiques rationnelles de la dogmatique et la religiosité vécue souligne Jean Greisch qui note « cela permet de mieux comprendre la nature de la différence entre la conception luthérienne de la foi comme fiducia et la conception catholique de la foi comme tenir « pour-vrai » d'un certain nombre d'énoncés doctrinaux ». Le système doctrinal de l'Église catholique exclurait, selon cet auteur, « qu'il puisse exister en son sein un vécu axiologique religieux originaire et authentique ».
À travers le témoignage de Paul, Heidegger étudie l'expérience singulière des premiers chrétiens. L'auteur écarte d'emblée, toute référence à un contenu dogmatique donné. « Le phénomène de la religiosité chrétienne s'annonce dans le témoignage de Paul eu égard à sa situation facticielle, d'où émerge la prédication qui donne le sens d'effectuation de la vie chrétienne primitive » écrit Sophie-Jan Arrien. Dans ses épîtres Paul, « s'adresse à des convertis dont il a transformé la vie par sa prédication et qui en retour sont entrés dans la sienne comme ses frères et ses « enfants en Christ » ». L'« être-devenu » chrétien, qui est aussi un « être-partagé », ne consiste pas à se souvenir du jour où le croyant  a reçu l'Evangile mais -a- un savoir pratique du « comment se comporter devant Dieu ». Ainsi résumé il y a chez Heidegger l'idée « que la religiosité chrétienne originaire repose sur l'expérience facticielle de la vie chrétienne, mieux qu'elle -est-  cette expérience ».

## La vie religieuse à partir des épîtres pauliniennes

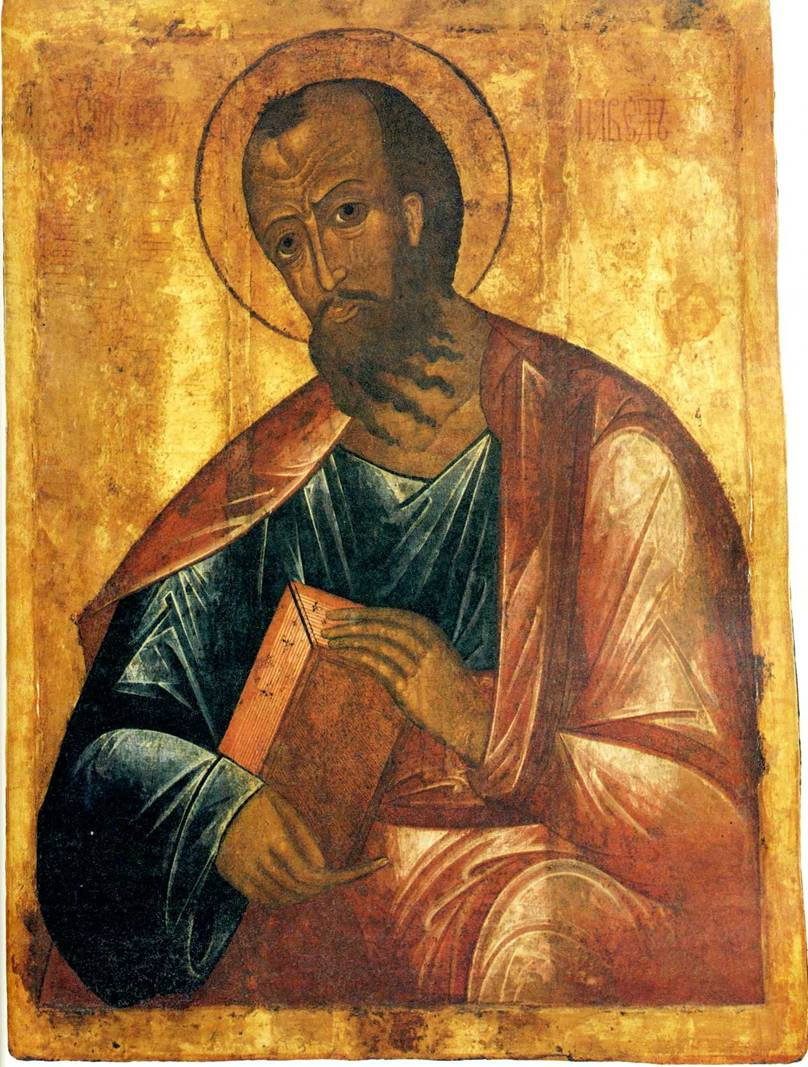
Saint Paul

### Lecture de l'épître aux Galates

#### Le combat entre la Loi et la Foi
L'épître contient le récit de la conversion de Paul à partir de laquelle celui-ci se trouve engagé dans un combat .Jésus Christ est la nouvelle loi, lui seul « justifie ». Heidegger parle de retournement vers la propre situation facticielle de l'apôtre qui expose sa propre venue à la foi : son judaïsme fervent, sa conversion, sa mission d'apôtre des Gentils. L'épître est le lieu des premières confrontations avec les Juifs et les Judéo-chrétiens tenants de la nouvelle loi. Le conflit se noue autour de la question de la Circoncision des gentils. Le salut est l'œuvre de Dieu et non l'œuvre de l'homme, par la foi et la Grâce. Le nouveau principe de l'existence à savoir : la « Rédemption » chrétienne « ne peut être explicité que dans la lutte et par la lutte » texte cité par Jean Greisch. Paul revendique l'autonomie de sa propre mission évangélique, il parle de lui et de sa vision du Jésus historique et de la manière dont cette vision a agi sur son comportement personnel. Ce combat entre la Loi et la Foi n'est pas définitif car toutes deux sont des modes authentiques du chemin du salut (p. 78).

#### L'attitude fondamentale de Paul
La passion de l'apôtre s'épanche dans cette épître. Paul est un combattant qui se sert de l'argumentaire rabbinique qu'il connaît, mais l'expression demeure secondaire car le phénomène religieux nouveau et concret transparaît. La loi qui fait qu'un Juif est Juif est rétrogradée en loi rituelle et cérémoniale, ce qui devient décisif c'est la foi. « Abraham, lui-même, n'est justifié que par la foi ». Chez Paul il n'y a ni système théologique ni élaboration de concepts tels que « foi », « justice », « chair », ce qui compte c'est l'expérience de Paul, et c'est en voyant comment il se maintient fermement dans cette expérience première qu'il est possible de comprendre la connexion des phénomènes religieux originels du christianisme primitif (p. 83).

### Explicitation des épîtres aux Thessaloniciens

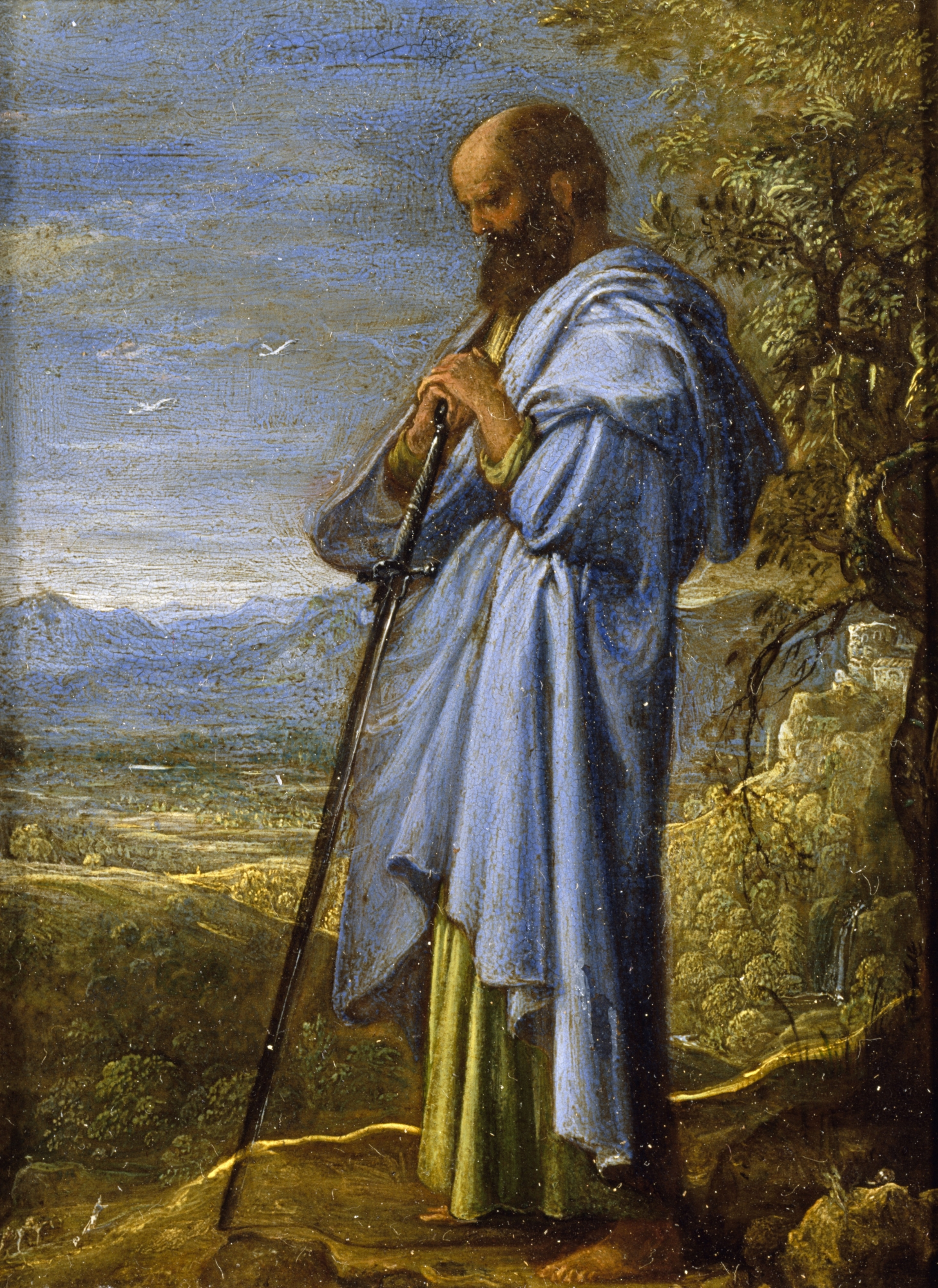
Adam Elsheimer - Saint Paul

#### La situation de Paul

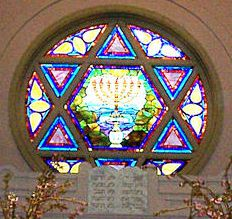
Vitrail de la synagogue Sixth and I, à Washington.

Ayant quitté, en l'an 53, Thessalonique sous la pression de la Synagogue, Paul se rend à Athènes où il écrit une première épître aux Thessaloniciens (1 Th). Dans une optique phénoménologique Heidegger laisse de côté toute représentation objective sur le contexte, pour se concentrer sur la situation de Paul au regard de ceux qu'il a été contraint de quitter (Être-avec). Pour l'explicitation et donc la compréhension de cet Être-avec, Heidegger prend appui sur les Actes des Apôtres (Ac 17, 4) où il est dit « Quelques-uns d'entre eux se laissèrent convaincre et furent gagnés à Paul [...] ».
Les Thessaloniciens sont des gens « qui lui ont été attribués » et à travers lesquels, nous dit Heidegger, Paul expérimente quelque chose de lui-même. Cette relation formelle de proximité se manifeste dans la rédaction de l'épître où l'on voit que cette communauté (des Thessaloniciens) est sienne et que Paul est co-impliqué dans sa constitution et sa sauvegarde.

#### L’être-devenu
Au § 25 Heidegger se propose d'examiner en raison de cette « attribution », en tant que quoi Paul, « a » la communauté et comment il « l'a ». De ce qu'il expérimente de lui-même, il connaît quelque chose de leur être-devenu (ce qu'ils sont maintenant) après son passage, ceci ressort des expressions répétées « comme vous savez » ou « vous vous souvenez ». Ce qu'ils sont maintenant (leur être-devenu) est lié à son passage parmi eux. Ce qu'est leur être-devenu, ils le savent, « ils n'ont pas besoin qu'on leur écrive »(1 Th 4:9). Ce savoir découle de l'expérience de la vie chrétienne vécue concrètement avec Paul.
Quels sont les traits de cet « être-devenu » ?, Heidegger distingue quatre moments :
1-L’« être-devenu » est un effet de l'accueil de la Parole. Sophie-Jan Arrien note « ce qui caractérise la situation du croyant est le fait « d'être devenu » chrétien et le savoir qu'il a de cette transformation [] une annonce qui a transformé sa vie [] l'être-devenu participe toujours de l'expérience présente ».
2-Ce qui est reçu comme don de Dieu à travers la Parole, c'est une façon de se comporter, de se détourner des idoles pour se tourner vers Dieu selon l'attente et selon la marche vers Dieu.
3-L'accueil consiste à se placer résolument dans la détresse de la vie en se détournant de tous types de sécurités,
4-L'accueil est en lui-même un marcher devant Dieu.
Sophie-Jan Arrien met l'accent sur l'« effectuation » ou « accomplissement », c'est le moment de la conversion, c'est-à-dire que ce qui est crucial c'est le « se-retourner » qui signe l'entrée dans une « vie nouvelle » et qui n'est pas à comprendre comme un souvenir mais qui est à chaque fois à « recommencer » à « effectuer ». « [le moment de la conversion] ne s'actualise véritablement et ne déploie toute son envergure que dans son effectuation, qui elle-même s'appuie sur un savoir pratique du « comment se comporter dans la foi ». Heidegger décrit ainsi le fait d'avoir la foi non comme un  tenir pour vrai  mais comme une structure d'effectuation ».
Paul s'implique totalement dans cet « accomplissement », en liant son sort à celui des « Thessaloniciens », leur constance, c'est sa constance, leur salut, c'est son salut, ce qui est maintenant décisif pour tous, c'est la parousie, le retour du Seigneur.

#### La Parousie
« Avec l'expérience chrétienne, intervient une nouvelle conception de l'« eschatologie » qui s'écarte des eschatologies babylonienne, persane ou juive au sens où la relation chrétienne à l'eschatologie (la venue en présence du Christ), n'est pas l'attente d'un événement futur mais l'éveil à l'imminence de cette venue ». Si bien que le rapport à la Parousie n'est pas être en attente de... mais être présentement en éveil, ce qui traduit la transformation de l'attente en un rapport d'accomplissement avec Dieu, selon le vocabulaire herméneutique de la « vie facticielle » mis à jour par Jean Greisch.

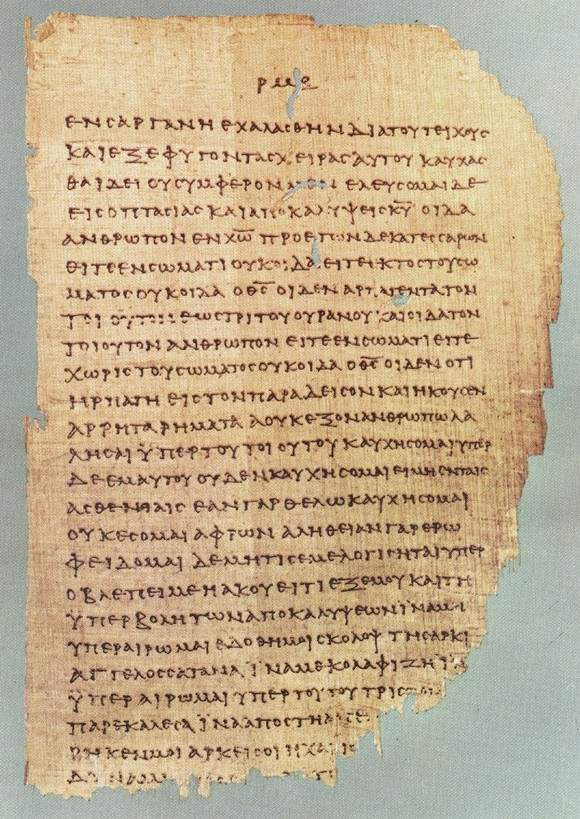
Folio du papyrus 46, l'un des plus anciens manuscrits du Nouveau Testament, contenant 2 Cor. 11:33-12:9

Paul vit dans une tribulation absolue qui domine sa situation d'apôtre et détermine chaque instant de sa vie. Toute attente réclame une réponse lorsque la question de sa durée est posée. Paul ne répond pas selon les normes habituelles, comme s'il envisageait un retour objectif, mais en renvoyant les Thessaloniciens à eux-mêmes, en sous entendant que ce retour dépend de leur propre vie, la question du temps restant à courir s'estompe. La structure de l'espérance chrétienne, diffère radicalement de toute attente. Par l'expression, « quant au temps et au moment » (1 Th 5:1), Paul dit « vous savez vous-mêmes parfaitement » renvoyant les Thessaloniciens à leur « être-devenu ». Ce savoir auquel Paul renvoie les croyants n'est pas de l'ordre d'une connaissance, mais donne déjà une réponse sur la façon de vivre.,
Paul oppose dans (Th 2), les gens qui auront l'idée d'en dire quelque chose et notamment qui en attendront « paix et sécurité », ceux-ci verront une perdition s'abattre sur eux contrairement à ceux qui resteront simplement vigilants et prêts sachant que « le jour du Seigneur vient comme un voleur dans la nuit » (1 Th 5:2).
Pour la vie chrétienne, il ne peut pas y avoir de recherche de sécurité. La mise en relief de la nécessité de la vigilance en regard de la parousia permet de faire voir la « détermination essentielle du souci dans la facticité chrétienne », Heidegger en ontologisant ce trait, étendra ce constat à toute « vie facticielle », religieuse ou non avec la mise à jour de l'essentielle « finitude » du Dasein.

### La phénoménologie du christianisme primitif
Sur la base des indications tirées de la lecture de l'épître aux Galates Heidegger tente une approche de la religiosité du christianisme primitif (p. 89) .

#### La compréhension phénoménologique
Le statut philosophique de l'objet religieux est en soi une question, c'est pourquoi la philosophie habituelle de la religion s'en tient à l'historique (p. 87). Peut-on utiliser sans problème les matériaux historiques pour effectuer une analyse phénoménologique, par exemple à propos de l'épître aux Galates ? Paul comme prédicateur itinérant admoneste-il les croyants comme le faisaient les Stoïciens ? Une analyse phénoménologique attentive doit par exemple s'interroger sur le point de savoir si dans ce cas particulier, « la connexion entre la vocation, la Proclamation, la doctrine et l'exhortation ne répond pas à une motivation qui fait partie du sens de la religiosité même » (p. 90). La Proclamation de la foi en Jésus n'est pas une proposition démontrable, elle est un pur phénomène religieux. Le phénomène de la foi va prendre une toute nouvelle détermination phénoménologique, il ne s'agit plus d'une simple représentation du divin mais pour le chrétien le fait littéral de « se tenir devant Dieu ».

#### La proclamation paulinienne
La prédication de Paul présente un caractère particulier qui la différencie de tout autre prédicateur itinérant qu'il s'agisse des stoïciens ou des cyniques de l'époque. Heidegger (p. 90), souligne que la « Proclamation », c'est-à-dire l'annonce de l'Évangile, est en elle-même un phénomène religieux
En tant que transmission de l'expérience personnelle de saint Paul sur son saisissement par le Christ, elle est proprement « répétition » en commun de cette expérience même. L'expérience de Paul est factuelle, personnelle et historique, l'expérience chrétienne le sera aussi. C'est seulement dans l'accomplissement que le phénomène est explicité, en déterminant le comment de la proclamation, le phénomène reçoit sa clarification décisive. Autrement dit Paul ne transmet pas un savoir (une théologie) sur le Christ, mais seulement le bouleversement (la révolution) que cette rencontre a opéré en lui et qu'il cherche à transmettre dans la Proclamation.

#### L'exhortation paulinienne
Pour Heidegger, l'exhortation paulinienne visant à tenir la communauté des chrétiens en « éveil » va le mettre, sur le chemin du concept de « Souci » caractérisé pour l' « être-là », par l'insécurité permanente et la nécessité de la vigilance. La seule possibilité pour le chrétien de se laisser renvoyer à soi-même (devant Dieu) consiste à se maintenir dans une foncière indisponibilité vis-à-vis du monde et vis-à-vis de l'avenir. C'est ce maintien dans l'indisponibilité et l'« inquiétude »  Die Bekümmerung  qui est le propre du temps « kairologique ».

#### L'expérience facticielle de la foi
Paul présuppose peu de choses d'un point de vue dogmatique. Aucun contenu doctrinal ne vient à aucun moment jouer de rôle dans la religiosité chrétienne primitive. C'est au contraire de cet accomplissement concret de vie facticielle que quelque chose comme un dogme peut devenir intelligible. Ce qui se joue c'est la différence de comportement entre les réprouvés, ou plutôt ceux qui sont en état d'être rejetés et les autres. Il est question, pour tous et chacun, d'un « se décider » ultime et décisif.

### Le caractère d'être du christianisme primitif

#### Le sens d'accomplissement de la religiosité chrétienne
L'expérience de la vie et de la « Proclamation » (du Royaume de Dieu), tourne autour de Jésus présenté comme Messie et Sauveur. La vie chrétienne ne s'oriente pas sur des représentations ou des visions, elle est caractérisée, au contraire par une représentation indécise du contenu de la foi, au profit de l'accomplissement de la vocation de chrétien. « Cette incertitude, voire cette détresse, vécues comme faiblesse et vulnérabilité extrêmes, ouvrent la possibilité d'une effectuation véritable dans la « grâce », témoin de la puissance divine » résume Sophie-Jan Arrien.
L'expérience de la vie chrétienne commence par une transformation absolue du comportement, « l'horizon de son sens d'effectuation se trouve déplacé de ce monde-ci vers celui à-venir, du règne des idoles au Royaume de Dieu, de la chair corruptible à la vie éternelle ». Toutes les attitudes, toutes les connexions de vie (renvois, signes, symboles), de l'être chrétien avec son « monde ambiant » sont dorénavant accomplies et rassemblées comme devant Dieu mais, de telle de sorte, que celui-là seul qui les voit ainsi, en comprend le sens unitaire et l'intentionnalité directrice. « La cohésion de sens de la vie chrétienne se déploie donc et s'accentue au sein du « monde du soi » dans le combat constant contre la chair, dans la détresse éprouvée au cœur de cette lutte contre le monde et contre soi, devant Dieu ».
Dans la religiosité chrétienne primitive , le chrétien ne sort pas du monde, l'esclave demeure esclave. Interroger la nature des liens qu'il a avec le monde est sans importance, car en tant que chrétien l'esclave est libre de tout lien alors que l'homme libre est esclave devant Dieu. Toutefois on peut parler d'une nouvelle manière de faire ce que l'on a à faire, alors que « tout est renouvelé » (épître aux Hébreux), comme une nouvelle naissance. De cet « être-renouvelé » l'interprétation du Dasein authentique dans Être et Temps retiendra beaucoup de caractéristiques.
La « facticité » comme « accomplissement ». La vie chrétienne est à rechercher dans le « comment » de son accomplissement. Le devenir chrétien implique toujours un savoir immanent, une compréhension de ce devenir comme « être-devenu », il est l'être dans la réception de la parole, le « se tourner vers Dieu » et se détourner des idoles. Cet accomplissement est l'expression d'une mobilité de la vie, et en aucun cas un état, l'état d'un sujet tourné vers un objet qui serait Dieu. Avec cet accomplissement on assiste au « Soi » devant Dieu qui advient véritablement à lui-même, à chaque fois. Le « me voici » est une source d'« inquiétude » que Paul ne cherche pas à calmer, au contraire remarque Christian Dubois.
L'accentuation du thème de l'« indisponibilité absolue de l'avenir » chez les premiers chrétiens que l'on doit à l'interprétation de Luther va entraîner la remise à jour du « sens kérygmatique de l'Évangile ».

#### Le sens kairologique de la facticité chrétienne
Heidegger insiste sur le caractère temporel de ces significations. L'« être-en-devenir » en marche vers Dieu est dominé par le sentiment de l'« urgence ». Il ne reste plus de temps « elle passe la figure de ce monde » . Le Royaume de Dieu marqué par le retour glorieux du Christ ou Parousie est à venir, qui « de par la nature même de l'expérience facticielle de la foi ne peut être envisagée en termes de représentations historiques objectives ». Dans la formulation « sibylline » de Paul « le temps et le moment », Heidegger estime que Paul écarte le sens objectif du temps au profit d'un temps kairologique dans lequel est privilégié le bon moment de la décision orienté vers l'avenir.

## Augustin et le néoplatonisme

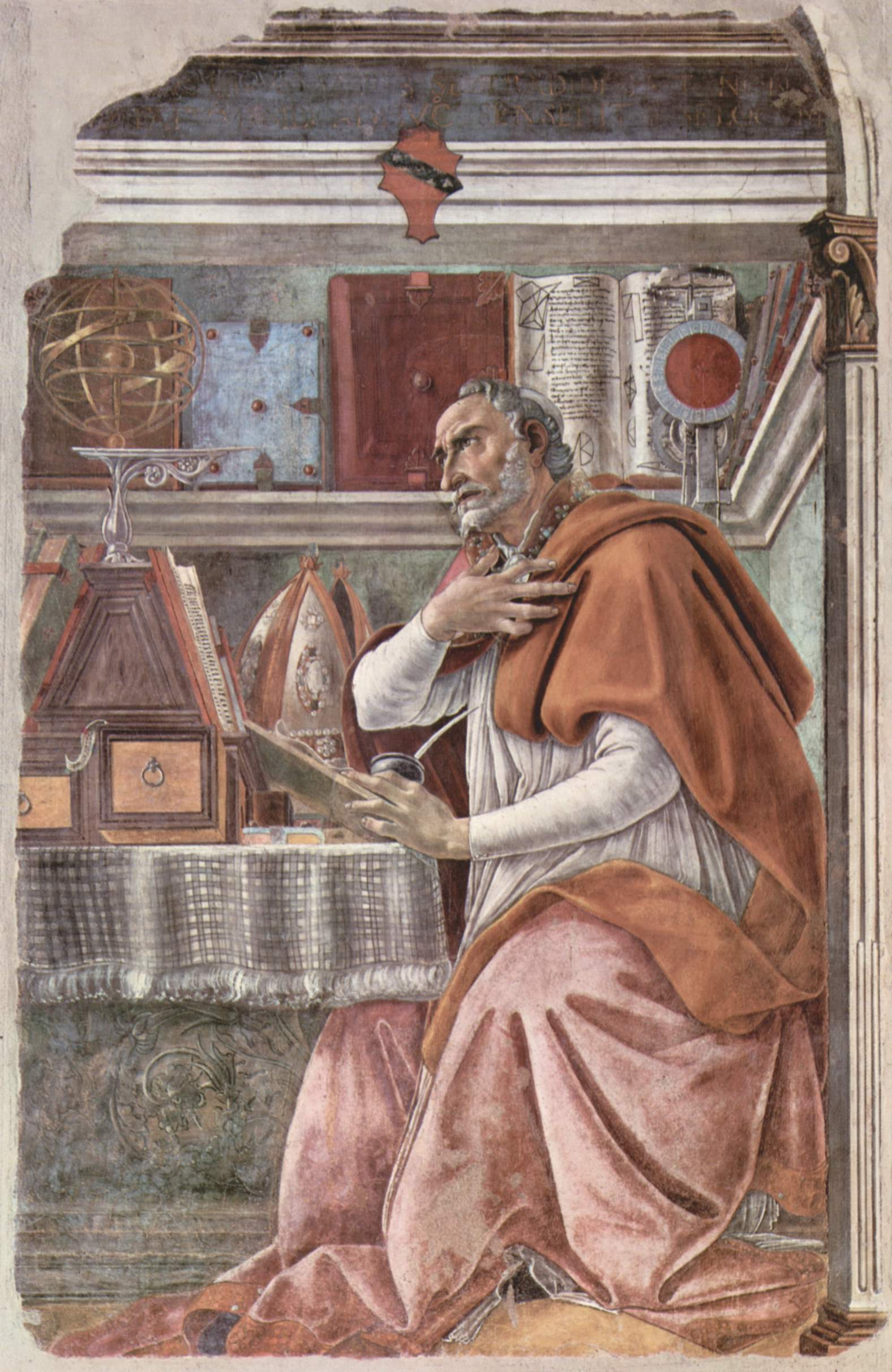
Sandro Botticelli 050

Sur un plan phénoménologique, on doit à Augustin la mise en évidence, dans le contexte de son interprétation de la concupiscence, de la « primauté de la vue » que Aristote avait déjà proclamé « dans l'être de l'homme réside essentiellement le souci de voir »  
C'est la triple concupiscence au livre X des Confessions qui va structurer la vie facticielle, « cette vie humaine qui d'un bout à l'autre n'est que tentation (p.243)».
À la suite de Luther et de Kierkegaard, Heidegger reconnaît en saint Augustin l'un des grands explorateurs chrétiens de la Selbstwelt le « monde propre ». À prendre un guide la phénoménologie de la vie facticielle choisira l'analyse du « Soi » que mène Augustin dans les Confessions plutôt que le Cogito  cartésien.
Pour l'élaboration de ses nouvelles catégories existentielles Heidegger s'est largement inspiré des Confessions.
Avec Saint Augustin (Confessions), Heidegger découvre les périls auxquels se confronte la préoccupation soucieuse pour le « Soi ». C'est chez cet auteur qu'il  trouve l'expression la plus exacerbée de ce « Soi », et à qui l'on doit l'approfondissement le plus décisif de l'« ipséité ».
Il relève trois modes de l'existence qui peuvent causer sa perte : la dispersion, les tentations du monde, l'orgueil.
1. La dispersion dans le multiple, à l'opposé du retour sur soi, est une tendance fatale de la vie.
2. La tentation qui comportent la concupiscence et la curiosité effrénée pour le nouveau.
3. L'orgueil qui manifeste un souci de Soi mal placé et inauthentique.

Si sous le terme de tentation on reprend l'ensemble de ces thèmes, l'homme apparaît selon l'expression de Saint Augustin « comme une énigme pour-lui-même », il n'y a plus de transparence réflexive possible, plus d'auto-suffisance de la vie (au sens de l'auto-satisfaction), la Finitude est devenue radicale.
Mais ce dont Heidegger se souviendra dans sa description de l' « être-au-monde » c'est que l'expérience de la tentation n'est pas négative puisqu'elle ouvre la possibilité d'être autrement ; elle est le lieu d'une possible décision où la conversion peut s'effectuer (Confessions X, 5).
Heidegger ontologise le concept de Souci dégagé, en en faisant non plus seulement un rapport de Soi à Soi, mais le mode originaire du rapport de l'homme au monde.
Heidegger n'abandonnera jamais complètement le « souci-inquiétude » , Bekümmerung qui ré-apparaîtra sous la forme de « l'angoisse », Die Angst qui pour lui, possédera seule le pouvoir de révéler le Dasein à lui-même.

## Les fondements de la mystique médiévale
Heidegger présente sur une trentaine de pages les linéaments d'un cours sur la mystique médiévale qui ne fut jamais donné. Ce travail est constitué d'esquisses de propos, de fiches de lecture et d'exposés complexes dont Philippe Capelle-Dumont tire un compte rendu qui sert de base à la rédaction de cette section. Il apparaît que ce projet de cours cherche à ressaisir, à partir de l'expérience mystique médiévale, les phénomènes authentiques de la conscience religieuse en dégageant la tendance originaire de la vie religieuse, sa facticité et son mouvement propre.
Si l'on considère l'expérience de cette mystique médiévale comme une forme d'expression du « vécu religieux en général », alors on doit pouvoir avancer que « les figures de ce vécu doivent toujours être inscrites dans l'essence seulement et exclusivement à partir de leurs « situations » authentiques ».
En soi l'irrationalisme mystique n'est pas un obstacle à l'examen phénoménologique. Pour Heidegger commente Jean Greisch « la compréhension phénoménologique d'après son sens fondamental tombe totalement en dehors de l'opposition (rationnel/irrationnel) ». L'étude des fondements peut adopter soit un point de vue historique qui consistera à dégager les présupposés à l'œuvre dans tout système métaphysique, dans les  doctrines éthiques ainsi que les positions psychologiques de la mystique médiévale, soit d'un autre point de vue il s'agira d'aborder les fondements philosophiques du religieux et de la mystique en se fondant sur ce que Heidegger dénomme une « archi-science » ou urwissenshaft qui consiste « à dire le concept de vie selon le geste même de la vie en dehors de toute systématisation théorique ».
Heidegger dans une incidente s'interroge, pour y répondre négativement, sur le point de savoir si ce n'est seulement l'homme religieux qui peut authentiquement comprendre la vie religieuse. Une des caractéristiques de la mystique médiévale est d'être dans son rapport au monde dominée par le rejet et le mépris . Le phénoménologue doit s'efforcer de mettre à jour la raison germinale de cette position de principe, à partir de laquelle se produit le besoin de  « séparation », et de « détachement », en allemand la Abgeschiedenheit, qui manifeste ce rejet du monde selon l'expression de Maître Eckhart. Comme le note Hervé Pasqua, ce détachement, que Heidegger qualifie de « problème fondamental de la constitution » (p. 351), prend chez ce mystique un sens ontologique et non plus seulement moral
Philippe Capelle-Dumont relève que ce « détachement » est moins une véritable séparation qu'une réorientation qui a pour motif le contournement de  la perversion naturelle du monde au moyen d' une attitude d'adoration, d'admiration, de sérénité, d'écoute et d'accueil de la révélation et de la tradition au sein d'une communauté, qui vont être les types fondamentaux du remplissement du « vécu religieux » (p. 352).
L'expérience mystique abandonne la voie Scolastique car Dieu ne saurait être appréhendé comme un objet extérieurement constitué, il est inscrit pour les mystiques, dans l'attitude qui dans la sphère authentique du sujet et lui appartenant en propre, cherche à comprendre le monde. L'expérience mystique ouvre un horizon « qui est celui d'un « être ouvert », [...] mis en mesure d'être appelé par un autre, d'être voué à son appel ». Pour Philippe Capelle-Dumont  cette expérience fait apparaître la nécessité d'une connexion entre phénoménologie et herméneutique
car « décrire phénoménologiquement, c'est rejoindre le moi historique qui existe en interprétant son monde qui est aussi bien la « demeure de Dieu » » qui est une allusion au Château intérieur de Thérèse d'Avila.

## L'herméneutique luthérienne

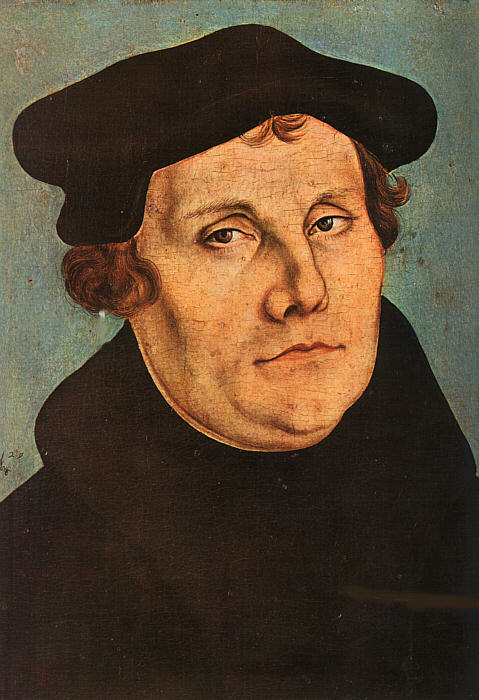
Martin Luther

En 1924, Martin Heidegger prononce une conférence sur le péché et la fragilité de l'homme vis-à-vis des tentations du monde  dans la vision de saint Paul et de Martin Luther.
« Il est une notion qui domine l’herméneutique du jeune Luther, celle de significatio passiva. Le jeune Luther affronte le verset du psaume : In justitia tua libera me. Comment la justice divine, l’aspect de Rigueur opposé à celui de Miséricorde, pourrait-elle être l’instrument de la délivrance ? L’affrontement est sans issue, tant que l’on fait de cette justice un attribut que l’on confère à un Dieu en Soi. Tout change, lorsqu’on la comprend dans sa significatio passiva. C’est à savoir la justice par laquelle nous sommes faits des justes. Ainsi en est-il pour les autres attributs divins, lesquels ne peuvent être compris (modus intelligendi) que par leur relation avec nous (notre modus essendi), et qui devraient toujours être exprimés avec l’adjonction du suffixe « -fique » (l’unifique, le bénéfique, le vérifique, le sanctifique, etc.). C’est cette découverte qui fit du jeune Luther le grand interprète de saint Paul, alors qu’il avait failli en être la victime. Or, cette situation herméneutique, je l’ai retrouvée dans maints grands textes de la philosophie mystique en Islam. Sa spécificité me serait peut-être restée close, si je n’avais pas disposé de la clef de la significatio passiva. Un simple exemple : l’avènement de l’être dans cette théosophie, c’est la mise de l’être à l’impératif : KN, Esto (à la seconde personne, non pas fiat). Ce qui est premier, ce qui n’est ni l’ens, ni l’esse, mais l’esto. « Sois ! » Cet impératif inaugurateur de l’être, c’est l’impératif divin au sens actif ; mais considéré dans l’étant qu’il fait être, l’étant que nous sommes, c’est ce même impératif, mais en sa significatio passiva » expose Henry Corbin à Philippe Nemo.

## Influence
Ce livre a été considéré par Dominique Janicaud comme à l'origine du Tournant théologique de la phénoménologie française .